# Tin giả

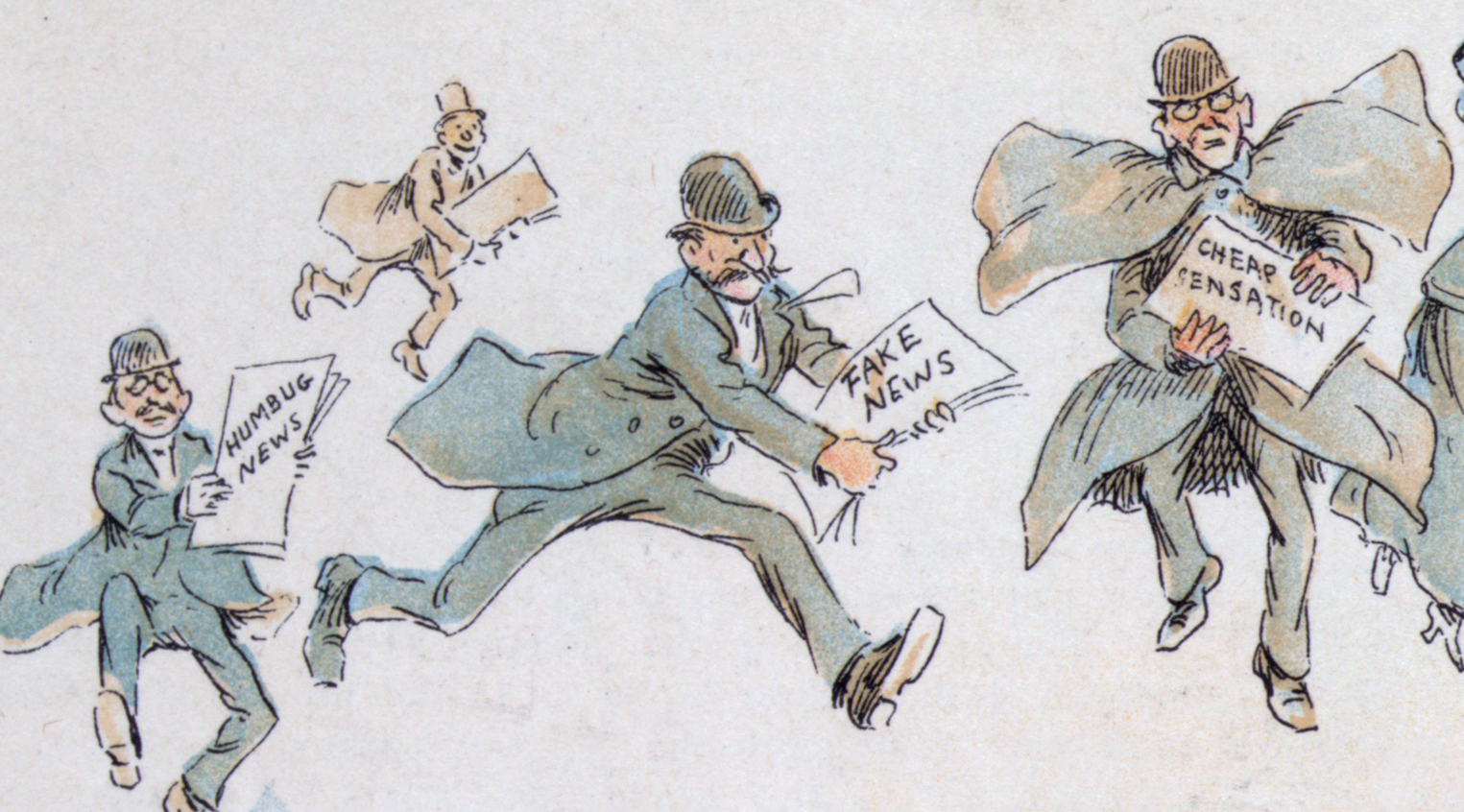
Các phóng viên với nhiều hình thức "tin giả" từ một minh họa năm 1894 của Frederick Burr Opper

Tin giả (tiếng Anh: fake news), còn được gọi là tin rác hoặc tin tức giả mạo, bao gồm các thông tin cố ý hoặc trò lừa bịp lan truyền qua phương tiện truyền thông tin tức truyền thống (in và phát sóng) hoặc phương tiện truyền thông xã hội trực tuyến. Thông tin sai lệch thường được các phóng viên trả tiền cho các trang đăng tin để được đăng các tin tức này, một thực tế phi đạo đức được gọi là báo chí trả tiền. Tin tức kỹ thuật số đã mang lại và tăng việc sử dụng tin tức giả, hoặc báo chí màu vàng (yellow journalism). Tin tức sau đó thường được nhắc lại là thông tin sai trên phương tiện truyền thông xã hội nhưng đôi khi cũng tìm được đường đến những phương tiện truyền thông chính thống.
Tin giả được viết và xuất bản thường là với mục đích đánh lừa nhằm gây thiệt hại cho một cơ quan, thực thể hoặc người, và/hoặc đạt được về mặt tài chính hoặc chính trị, nó thường sử dụng lối viết giật gân, không trung thực hoặc dùng các tiêu đề bịa đặt để tăng lượng độc giả. Tương tự, các câu chuyện và tiêu đề bẫy để nhấn chuột vào kiếm doanh thu quảng cáo từ hoạt động này.
Sự ảnh hưởng của tin giả đã tăng lên trong chính trị hậu sự thật. Đối với các phương tiện truyền thông, khả năng thu hút người xem vào trang web của họ là cần thiết để tạo doanh thu quảng cáo trực tuyến. Xuất bản ra một câu chuyện với nội dung sai lệch thu hút người dùng mang lại lợi ích cho các nhà quảng cáo và cải thiện xếp hạng của trang. Sự dễ dàng có được doanh thu quảng cáo trực tuyến, phân cực chính trị tăng vọt và sự phổ biến của các phương tiện truyền thông xã hội, chủ yếu là Facebook News Feed, đều có liên quan đến việc lan truyền tin tức giả, cạnh tranh với những câu chuyện tin tức hợp pháp. Các lực lượng thù địch trong chính phủ cũng có liên quan đến việc tạo ra và tuyên truyền tin tức giả, đặc biệt là trong các cuộc bầu cử.

Thiên kiến xác nhận và các thuật toán truyền thông xã hội như những thuật toán được sử dụng trên Facebook và Twitter càng thúc đẩy sự lan truyền của tin tức giả mạo. Tác động hiện đại được cảm nhận ví dụ trong sự do dự về vắc-xin.

Tin giả làm suy yếu các phương tiện truyền thông nghiêm trọng và làm cho các nhà báo khó khăn hơn trong việc đưa tin về những câu chuyện quan trọng. Một phân tích của BuzzFeed cho thấy 20 câu chuyện tin tức giả mạo hàng đầu về cuộc bầu cử tổng thống Mỹ năm 2016 đã nhận được nhiều sự tham gia trên Facebook hơn là 20 câu chuyện có thật cũng về bầu cử hàng đầu từ 19 cơ quan truyền thông lớn. Các trang web tin giả được lưu trữ ẩn danh  thiếu các nhà xuất bản nổi tiếng cũng bị chỉ trích, vì chúng gây khó khăn cho việc truy tố các nguồn tin tức giả mạo với tội danh bôi nhọ.
Thuật ngữ này đôi khi cũng được sử dụng để đặt ra nghi ngờ về tin tức hợp pháp từ quan điểm chính trị đối lập, một chiến thuật được gọi là báo chí nói dối. Trong và sau chiến dịch tranh cử tổng thống và bầu cử của mình, Donald Trump đã phổ biến thuật ngữ "tin giả" theo nghĩa này khi ông dùng nó để mô tả báo chí phủ định về bản thân. Một phần là do việc sử dụng thuật ngữ của Trump, thuật ngữ này đã bị chỉ trích ngày càng tăng, và vào tháng 10 năm 2018, chính phủ Anh đã quyết định rằng nó sẽ không còn sử dụng thuật ngữ này vì nó là "một định nghĩa kém và thuật ngữ sai lệch gây nhầm lẫn nhiều thông tin sai lệch, từ lỗi thực sự cho đến sự can thiệp của nước ngoài vào các quy trình dân chủ. " 

## Lịch sử

### Thời cổ đại
Vào thế kỷ 13 TCN, Rameses the Great truyền bá những lời dối trá và tuyên truyền miêu tả Trận chiến Kadesh là một chiến thắng tuyệt vời cho người Ai Cập; ông ta mô tả cảnh mình đánh tan kẻ thù trong trận chiến trên các bức tường của gần như tất cả các đền thờ của ông ta. Hiệp ước giữa người Ai Cập và người Hittites, tuy nhiên, lại cho thấy rằng trận chiến thực sự là bế tắc cho cả hai bên.
Trong thế kỷ thứ nhất trước Công nguyên, Octavian đã thực hiện một chiến dịch thông tin sai lệch chống lại đối thủ Mark Antony, miêu tả ông là một người say rượu, một người đàn bà và là một con rối đơn thuần của nữ hoàng Ai Cập Cleopatra VII. Ông đã xuất bản một tài liệu có ý định là di chúc của Mark Antony, người tuyên bố rằng Mark Antony, khi ông qua đời, muốn được chôn cất trong lăng mộ của các pharaoh Ptolemaic. Mặc dù tài liệu có thể đã bị giả mạo, nhưng nó đã gây ra sự phẫn nộ từ dân chúng La Mã. Mark Antony cuối cùng đã tự sát sau thất bại của mình trong trận Actium khi nghe tin đồn sai lệch do chính Cleopatra tuyên bố rằng bà đã tự sát.
Trong thế kỷ thứ hai và thứ ba sau Công nguyên, những tin đồn sai lệch đã được lan truyền về các Kitô hữu cho rằng họ tham gia nghi lễ ăn thịt người và loạn luân. Vào cuối thế kỷ thứ ba sau công nguyên, nhà thú tội Kitô giáo Lactantius, đã phát minh ra và phóng đại những câu chuyện về những người ngoại giáo tham gia vào các hành vi vô đạo đức và tàn ác, trong khi những tác giả chống Kitô giáo Porphyry đã phát minh ra những câu chuyện tương tự về Kitô hữu.

### Thế kỷ 19
Một ví dụ về tin tức giả là Great Moon Hoax (Trò đánh lừa về Mặt Trăng) năm 1835. The New York Sun đã xuất bản các bài báo về một nhà thiên văn học ngoài đời thực và một đồng nghiệp được bịa ra, theo trò lừa bịp, đã quan sát cuộc sống kỳ quái trên mặt trăng. Các bài báo hư cấu đã thu hút thành công những người đăng ký mới và tờ penny chịu rất ít phản ứng dữ dội sau khi họ thừa nhận vào tháng tới rằng loạt bài này là một trò lừa bịp. Những câu chuyện như vậy nhằm mục đích giải trí cho độc giả và không đánh lừa họ. Từ 1800 đến 1810, James Cheetham đã sử dụng những câu chuyện hư cấu để ủng hộ chính trị chống lại Aaron Burr. Những câu chuyện của anh ta thường bị phỉ báng và anh ta thường xuyên bị kiện vì tội phỉ báng.
Yellow journalism đã lên đến đỉnh điểm vào giữa những năm 1890, đặc trưng cho báo chí theo chủ nghĩa giật gân nảy sinh trong cuộc chiến lưu thông giữa Joseph Pulitzer's New York World và báo chí New York của William Randolph Hearst. Pulitzer và các nhà xuất bản báo chí màu vàng khác đã đưa Hoa Kỳ vào cuộc Chiến tranh Mỹ của Tây Ban Nha, bị xô đẩy khi USS Maine phát nổ tại cảng Havana, Cuba.

### Thế kỷ 20
Tin tức giả đã trở nên phổ biến và lan truyền nhanh chóng vào những năm 1900. Các phương tiện truyền thông như báo, bài báo và tạp chí có nhu cầu cao vì sự phát triển công nghệ. Trong suốt Chiến tranh Thế giới thứ nhất một ví dụ về tuyên truyền tàn bạo chống Đức là một "Nhà máy Corpse của Đức", trong đó chiến trường Đức đã chết vì chất béo được sử dụng để sản xuất nitroglycerine, nến, chất bôi trơn, xà phòng của con người và bôi trét mỡ. Những tin đồn vô căn cứ về một nhà máy như vậy lưu hành trên báo chí quân Đồng Minh bắt đầu từ năm 1915, và đến năm 1917, ấn phẩm tiếng Anh, North China Daily News đã đưa ra những cáo buộc này là đúng vào thời điểm Anh đang cố gắng thuyết phục Trung Quốc tham gia nỗ lực chiến tranh của quân Đồng minh; điều này dựa trên những câu chuyện mới, được cho là có thật từ The Times và The Daily Mail, hóa ra là giả mạo. Những cáo buộc sai lầm này đã được biết đến như vậy sau chiến tranh, và trong Chiến tranh thế giới thứ hai Joseph Goebbels đã sử dụng câu chuyện này để từ chối vụ thảm sát người Do Thái đang diễn ra như một tuyên truyền của Anh. Theo Joachim Neander và Randal Marlin, câu chuyện cũng "khuyến khích sự hoài nghi về sau" khi các báo cáo về Holocaust nổi lên sau khi giải phóng các trại tập trung ở Auschwitz và Dachau. Sau khi Hitler và Đảng Quốc xã lên nắm quyền ở Đức vào năm 1933, họ đã thành lập Bộ Khai sáng và Tuyên truyền Công cộng dưới sự kiểm soát của Bộ trưởng Bộ Tuyên truyền Joseph Goebbels. Trong suốt Thế chiến II, cả phe Trục và Đồng minh đều sử dụng tin tức giả mạo dưới hình thức tuyên truyền để thuyết phục công chúng ở nhà và ở các nước địch. Ban điều hành Chiến tranh Chính trị Anh đã sử dụng các chương trình phát thanh và phát tờ rơi để ngăn cản quân đội Đức.
Tạp chí Carnegie vì Hòa bình Quốc tế đã xuất bản rằng The New York Times đã in tin giả mạo "mô tả nước Nga như một thiên đường xã hội chủ nghĩa. Trong những năm 1932–1933, The New York Times đã xuất bản nhiều bài báo của người đứng đầu văn phòng Moscow, Walter Duranty, người đã giành được một giải thưởng Pulitzer cho một loạt các báo cáo về Liên Xô.
Orson Welles giải thích cho các phóng viên về kịch bản radio phát thanh của ông " đại chiến thế giới " vào chủ nhật, ngày 30 tháng 10,năm 1938, một ngày sau khi phát sóng.
"Đại chiến thế giới" Sự kiện này là một ví dụ về giai đoạn đầu của sự phụ thuộc của xã hội vào thông tin từ báo in đến đài phát thanh và các phương tiện truyền thông khác. Tin tức giả thậm chí có thể được tìm thấy trong ví dụ này, mức độ thực sự của "cuồng loạn" từ đài phát thanh cũng đã được ghi lại sai. Trường hợp và phản ứng cực đoan nhất sau khi phát sóng là một nhóm người dân địa phương Grover Mill tấn công một tháp nước vì họ đã xác định sai đó là người ngoài hành tinh.

### Thế kỷ 21
Trong thế kỷ 21, tác động của tin giả đã lan ra rộng khắp và việc sử dụng thuật ngữ này cũng vậy. Việc đưa Internet tiếp cận người dân trong thập niên 90 là một hành động nhằm cho phép họ truy cập thông tin. Theo thời gian, Internet đã phát triển đến một tầm cao không thể tưởng tượng được với hàng tấn thông tin xuất hiện mọi lúc cho phép Internet trở thành máy chủ lưu trữ nhiều thông tin đến mức những thông tin không được mong đợi, không trung thực và sai lệch có thể được tạo ra bởi bất kỳ ai. Tin tức giả đã phát triển từ việc được gửi qua email đến việc tấn công truyền thông xã hội. Bên cạnh việc đề cập đến những câu chuyện bịa đặt được thiết kế để đánh lừa độc giả nhấp vào liên kết, tối đa hóa lưu lượng truy cập và lợi nhuận, thuật ngữ này còn đề cập đến những tin tức châm biếm, với mục đích không phải là để đánh lừa mà là để thông báo cho người xem và để họ chia sẻ bình luận hài hước về tin thật và truyền thông chính thống. Các ví dụ về tin tức châm biếm phổ biến ở Hoa Kỳ (đối nghịch với tin giả) được thể hiện trên các chương trình truyền hình như Saturday Night Live's Weekend Update, The Daily Show, The Colbert Report, The Late Show with Stephen Colbert và tơ báo The Onion.
Tin giả ở thế kỷ 21 thường nhằm tăng lợi nhuận tài chính của các công ty cung cấp tin tức. Trong một cuộc phỏng vấn với NPR, Jestin Coler, cựu Giám đốc điều hành của tập đoàn truyền thông giả mạo Denver Guardian, đã cho biết ai là người viết bài báo với tin giả, người tài trợ cho những bài báo này, và tại sao những người tạo tin tức giả tạo và phân phối thông tin sai lệch. Coler, người đã rời khỏi vai trò của mình như một người viết tin giả, nói rằng công ty của ông đã thuê 20 đến 25 nhà văn cùng một lúc và kiếm được 10.000 đến 30.000 đô la mỗi tháng từ quảng cáo. Coler bắt đầu sự nghiệp của mình trong ngành báo chí với tư cách là một nhân viên bán tạp chí trước khi làm việc như một nhà văn tự do. Ông nói rằng ông đã tham gia vào ngành công nghiệp tin giả để chứng minh cho chính mình và những người khác thấy tin tức giả mạo có thể lan truyền nhanh như thế nào.
Denver Guardian không phải là cửa hàng duy nhất chịu trách nhiệm phân phối tin tức giả mạo; Người dùng Facebook đóng vai trò chính trong việc đưa vào những câu chuyện tin tức giả bằng cách biến những câu chuyện giật gân thành "xu hướng", theo BuzzFeed, biên tập viên truyền thông Craig Silverman và các cá nhân đứng sau Google AdSense về cơ bản đã tài trợ cho các trang web tin tức giả và nội dung của họ.Mark Zuckerberg, CEO của Facebook, nói: "Tôi nghĩ rằng ý tưởng rằng tin tức giả mạo trên Facebook đã ảnh hưởng đến cuộc bầu cử theo bất kỳ cách nào, tôi nghĩ đó là một ý tưởng khá điên rồ" và sau đó vài ngày, ông viết blog rằng Facebook đang tìm cách gắn cờ tin tức giả mạo.
Một nghiên cứu năm 2019 của các nhà nghiên cứu tại Đại học Princeton và Đại học New York cho thấy khả năng chia sẻ các bài báo giả mạo của một người có mối tương quan mạnh mẽ hơn với tuổi tác hơn là quan điểm giáo dục, tình dục hoặc chính trị. 11% người dùng trên 65 tuổi đã chia sẻ một bài viết phù hợp với định nghĩa tin giả của nghiên cứu. Chỉ 3% người dùng từ 18 đến 29 tuổi làm điều tương tự.
Một vấn đề khác trong truyền thông chính là việc sử dụng bong bóng bộ lọc, một "bong bóng" đã được tạo ra mang đến cho người xem, trên các nền tảng truyền thông xã hội, một phần thông tin cụ thể biết rằng họ sẽ thích nó. Do đó việc tạo ra tin tức giả và tin tức thiên vị do nửa phần nội dung câu chuyện đang được chia sẻ, phần còn lại là do người xem thích nó. Vào năm 1996, Nicolas Negroponte dự đoán một thế giới nơi công nghệ thông tin ngày càng trở nên tùy biến

## Phân loại và đặc điểm
Có nhiều ý kiến khác nhau trong việc phân biệt các loại tin giả. Theo Claire Wardle của First Draft News (một dự án "chống lại sự sai lệch thông tin trực tuyến" được thành lập vào năm 2015 bởi 9 tổ chức do Phòng thí nghiệm Google News tập hợp lại.) thì có bảy loại tin giả khác nhau:
- Châm biếm/giễu nhại ("không có ý định gây hại nhưng có thể gây nhầm lẫn thông tin")
- Các yếu tố liên quan đến bài viết bị sai ("khi tiêu đề, hình ảnh hoặc chú thích không đúng với nội dung bài viết")
- Nội dung sai lệch ("sử dụng thông tin sai lệch để đánh giá một vấn đề hoặc một cá nhân")
- Bối cảnh sai ("khi nội dung được chia sẻ với thông tin ngữ cảnh sai")
- Tin mạo danh ("các tin tức mạo danh từ các nguồn đáng tin cậy")
- Nội dung bị thao túng ("khi thông tin hoặc hình ảnh chân thực bị thao túng để đánh lừa", ví dụ như với một bức ảnh "đã được chỉnh sửa")
- Nội dung bịa đặt ("nội dung hoàn toàn không đúng, được tạo ra để đánh lừa và chuộc lợi")

Ngoài ra, có một cách phân loại các tin giả trực tuyến rất phổ biến. Bao gồm các loại tin giả sau:
- Clickbait (mồi nhử nhấp chuột): là một đoạn văn bản, hình ảnh,... được tạo ra với nội dung cuốn hút, giật gân và được liên kết tới một website cụ thể nhằm lôi kéo người dùng nhấn vào.
- Propaganda (Tuyên truyền): là việc đưa ra các thông tin (vấn đề) với mục đích đẩy thái độ, suy nghĩ, tâm lý và ý kiến của quần chúng theo chiều hướng nào đấy mà người nêu thông tin mong muốn.
- Satire/parody (châm biếm /giễu nhại): là thủ pháp dùng lời lẽ, tranh vẽ hay những màn trình diễn nghệ thuật sắc sảo, cay độc, thâm thuý để vạch trần thực chất xấu xa của những đối tượng (cá nhân) và hiện tượng trong xã hội.
- Sloppy journalism (Sự cẩu thả trong báo chí): các phóng viên hoặc nhà báo có thể tạo ra một bài viết với thông tin không đáng tin cậy, từ đó có thể khiến cho độc giả tiếp nhận thông tin sai
- Misleading headings (Giật tít): Những bài viết có thể không sai thông tin trong nội dung nhưng bị bóp méo bằng cách sử dụng các tiêu đề sai lệch hoặc giật gân.
- Biased or slanted news (Tin tức thiên kiến): là những thông tin nào xác nhận các niềm tin hoặc giả thuyết của chính họ

### Mồi nhử nhấp chuột
Nội dung của mồi nhử nhấp chuột thường là thông tin, từ khóa tổng hợp từ những website khác nhau nhằm tạo ra vấn đề người dùng thấy hứng thú. Các clickbait thường chỉ là đoạn văn ngắn không quá 300 từ và không có nội dung gốc phù hợp với tiêu đề. Mồi nhử nhấp chuột có thể là hình ảnh hoặc văn bản gây tò mò để người dùng nhấp vào link trang web. Mồi nhử nhấp chuột có rất nhiều dạng như là hình ảnh, câu từ, đoạn văn ngắn,... và kích thước khác nhau để tạo sự kích thích cho người dùng mạng xã hội nhấn vào.
Phương pháp này được những người quản lý website, doanh nghiệp sử dụng với mục đích tích cực và tiêu cực. Về khía cạnh tốt, tích cực thì trang web thông qua link mồi câu này sẽ tăng được lượt khách truy cập website.
Mặt tiêu cực trong cách dùng kỹ thuật này chính là liên kết với các trang, phần mềm chứa virus độc hại, các website tin tặc, đánh cắp thông tin người sử dụng,... Đã có rất nhiều trường hợp gặp phải tình huống ấn vào link lừa đảo, lấy cắp thông tin cá nhân để làm lợi riêng khiến người dùng mạng xã hội gặp vấn đề khó khăn, nguy hiểm.

### Sự tuyên truyền
Về cơ bản nhất, tuyên truyền là việc thông tin sai lệch hoặc việc tuyên truyền sai lệch được lưu hành thông qua một số hình thức truyền thông đại chúng với mục đích thúc đẩy một chương trình nghị sự chính trị hoặc quan điểm nào đó. Tuyên truyền là cố tình không khách quan và thường là một phần của một chiến dịch tâm lý lớn hơn để tác động đến mọi người đối với một ý kiến cụ thể. Nó có thể bao gồm những lời nói dối hoàn toàn hoặc thông tin sai lệch và kiểm duyệt tinh vi hơn.
Tuyên truyền hoạt động bằng cách đánh vào yếu tố cảm xúc thông qua hình ảnh, khẩu hiệu và sử dụng có chọn lọc thông tin hoặc kiểm soát và kiểm duyệt các sự kiện. Điều này đặc biệt đúng nếu tuyên truyền đang được sử dụng bởi một chính phủ đang kiểm soát phương tiện truyền thông bằng cách kiểm duyệt hoặc một người sở hữu và điều hành các phương tiện truyền thông, như trường hợp ở Liên Xô cũ.
Sự khác biệt giữa tuyên truyền và tin đồn là tuyên truyền có ý định đằng sau nó, thường là với một chiến dịch được tổ chức, tài trợ.

### Tiêu đề đánh lạc hướng
Một tiêu đề sai lệch là một tiêu đề có ý nghĩa khác với nội dung của câu chuyện.
Tiêu đề đánh lạc hướng có nghĩa thông dụng là "những tiêu đề gây sốc", "những tiêu đề gây chú ý", "những tiêu đề độc lạ", nhằm cuốn hút người xem, hay nói đúng hơn là dùng để câu like, view, và share.

## Mục đích

### Chính trị
Tin giả được lợi dụng vào các âm mưu chính trị và làm rối loạn xã hội: câu chuyện tranh cử tổng thống năm 2016 tin giả được cho là góp phần dựng lên một nhà lãnh đạo quốc gia. Vậy thì nó cũng có thể hạ bệ một nhân vật với vị trí tương tự.

### Thương mại
Ngày càng nhiều người biết cách tận dụng công cụ hiện đại, những nền tảng mạng xã hội để phát tán thông tin giả. Số lượng tin giả đối với doanh nghiệp, kinh doanh cũng tăng lên tỷ lệ thuận với tin giả trong các lĩnh vực khác nói chung. Các cách thức phát tán tin giả với doanh nghiệp phổ biến như, đối thủ cạnh tranh sử dụng tin giả để tấn công phía bên kia, dùng những cách thức để bôi xấu về những sự cố đã từng xảy ra trong quá khứ và khi một sự cố vừa xảy ra thì họ sẽ tìm mọi cách để họ nhân rộng sự lên.
Hay những tin giả hoàn toàn không có thật liên quan đến vấn đề kinh doanh, vấn đề quan hệ cá nhân của những cán bộ cấp cao, vấn đề bằng cấp, đầu tư mờ ám, liên quan đến nguồn tiền bất hợp pháp... có rất nhiều cách thức để làm ảnh hưởng đến một doanh nghiệp, đối thủ. Hoặc cũng có những người không phải cạnh tranh, thích "cuội" cho vui hoặc gây rối loạn, đã tạo ra câu chuyện bịa bạc để gây ảnh hưởng cho công ty dù... chẳng để làm gì.
Tin giả bịa đặt để gây bức xúc, tâm lý "tăng tương tác, tăng bán hàng" đã khiến một bộ phận bán hàng trực tuyến chủ động tạo và lan truyền tin giả với mục đích kinh tế hết sức rõ ràng.
Ngày nay nhờ sự phát triển mạnh mẽ của Internet và mạng xã hội mà tiếp thị nội dung (content marketing) ngày càng đóng vai trò quan trọng và khẳng định tính hiệu quả của nó so với các hình thức quảng bá tiếp thị truyền thống nhờ khả năng lan tỏa (viral) dễ dàng và nhanh chóng nên những đối tượng bất chính thường tung ra những nội dung mang tính chất câu kéo như ảnh thương tâm, ảnh cảm động, thông tin giật gân giả tạo... mà chúng ta hay gọi là tin vịt hay fake news nhằm khuyến khích người dùng mạng xã hội tương tác (Like, Comment, Share) để trục lợi bất chính. Vấn nạn này gây ra nhiều hệ lụy nguy hiểm không chỉ cho các doanh nghiệp mà cho toàn xã hội và đang khiến cả thế giới đau đầu tìm cách ngăn chặn.

## Lan truyền
Tin tức giả đã trở nên phổ biến trên các phương tiện truyền thông và nền tảng khác nhau. Các nhà nghiên cứu tại Trung tâm nghiên cứu Pew phát hiện ra rằng hơn 60% người Mỹ truy cập tin tức qua phương tiện truyền thông xã hội so với các tờ báo và tạp chí truyền thống. Với sự phổ biến của phương tiện truyền thông xã hội, các cá nhân có thể dễ dàng truy cập tin tức giả hoặc nội dung tương tự. Một nghiên cứu xem xét số lượng tin tức giả mạo được người xem truy cập vào năm 2016 và thấy rằng mỗi cá nhân đã tiếp xúc với ít nhất một hoặc nhiều tin tức giả mạo hàng ngày (citation needed). Kết quả là tin tức giả xuất hiện khắp nơi trong cộng đồng người xem và nó lan truyền khắp nơi trên internet.
Tin tức giả có xu hướng trở nên phổ biến trong công chúng. Với sự hiện diện của các nền tảng truyền thông xã hội như Twitter, thông tin sai lệch sẽ dễ dàng được khuếch tán nhanh chóng. Nghiên cứu đã phát hiện ra rằng thông tin chính trị sai lệch có xu hướng lan truyền nhanh hơn 3 lần so với tin tức giả khác. Trên Twitter, các tweet có nội dung sai sự thật có cơ hội được chuyển tiếp cao hơn nhiều so với các tweet đáng tin cậy. Hơn nữa, chính con người chịu trách nhiệm cho việc phổ biến tin tức và thông tin sai lệch hơn là bot và trang trại click chuột. Xu hướng con người lan truyền thông tin sai lệch có liên quan đến hành vi của con người; Theo nghiên cứu, con người bị thu hút bởi các sự kiện và thông tin đáng ngạc nhiên và mới mẻ, và kết quả là, nó gây ra sự kích thích cao trong não. Điều này cuối cùng dẫn con người đến việc chuyển tiếp hoặc chia sẻ thông tin sai lệch, thường được đặc trưng với các tiêu đề mang tính "kích thích" và bắt mắt. Điều này ngăn mọi người dừng lại để xác minh thông tin. Kết quả là, các cộng đồng trực tuyến khổng lồ hình thành xung quanh một mẩu tin tức giả mà không có bất kỳ sự kiểm tra hoặc xác minh thực tế nào trước đó về tính xác thực của thông tin.
Giống như một loại virus, các nhà nghiên cứu nói rằng theo thời gian tiếp xúc với nhiều loại tin tức giả có thể làm suy yếu sức đề kháng của một người và khiến chúng ngày càng dễ mắc bệnh. Càng nhiều lần một người tiếp xúc với một mẩu tin tức giả mạo, đặc biệt nếu nó đến từ một nguồn có ảnh hưởng, họ càng có khả năng bị thuyết phục hoặc bị nhiễm bệnh. Chất xúc tác quan trọng nhất của tin giả là độ chính xác mà nhà cung cấp nhắm đến đối tượng đọc tin - một nhiệm vụ có thể dễ dàng thực hiện bằng cách sử dụng dữ liệu mà các công ty công nghệ thường thu thập và bán cho các nhà quảng cáo. Chìa khóa là gieo mầm cho một nhóm tín đồ ban đầu, những người sẽ chia sẻ hoặc bình luận về món đồ này, giới thiệu nó cho những người khác thông qua Twitter hoặc Facebook. Những câu chuyện sai lệch lan xa hơn khi ban đầu chúng nhắm vào những người có thông tin kém, những người gặp khó khăn trong việc nói nếu một tuyên bố là đúng hay sai.
Nói cách khác, tin tức giả giống như một tác nhân truyền nhiễm được trang bị vũ khí. Điều này có thể được khắc phục thông qua giáo dục, nhưng nó có thể không phải là một biện pháp bảo vệ toàn diện.

### Công cụ lan truyền

#### Bot trên các phương tiện truyền thông xã hội
Bot có khả năng làm tăng sự lan truyền của tin tức giả, vì họ sử dụng thuật toán để xác định những bài báo và thông tin cụ thể mà người dùng thích, mà không tính đến tính xác thực của một bài viết. Bot sản xuất hàng loạt và truyền bá các bài báo, bất kể độ tin cậy của các nguồn, vì vậy chúng chịu trách nhiệm quan trọng trong việc truyền bá hàng loạt tin tức giả, vì các bot có khả năng tạo tài khoản giả và cá tính của nó trên web để có được người theo dõi, công nhận, và thẩm quyền. Ngoài ra, gần 30% thư rác và nội dung lan truyền trên Internet đều bắt nguồn từ các bot phần mềm này.
Trong thế kỷ 21, khả năng đánh lạc hướng của tin giả được tăng cường nhờ sử dụng rộng rãi các phương tiện truyền thông xã hội. Ví dụ điển hình cho một trang web thế kỷ 21 cho phép phổ biến tin tức giả là newsfeed Facebook. Vào cuối năm 2016, tin giả đã tăng lên và phổ biến trước sự đa dạng về nội dung tin tức, và mức độ phổ biến của nó trên trang blog, micro blog trên Twitter. Tại Hoa Kỳ, 62% người Mỹ sử dụng phương tiện truyền thông xã hội để nhận tin tức. Nhiều người sử dụng Facebook để nhận tin tức, mặc dù Facebook không được coi là một trang tin tức. Theo Craig McClain, hơn 66% người dùng Facebook đọc tin tức từ trang này. Điều này, kết hợp với sự phân cực chính trị gia tăng và bong bóng bộ lọc, dẫn đến xu hướng người đọc chủ yếu đọc các tiêu đề mà bỏ qua các phần khác của tin tức khác.
Theo báo cáo mới nhất của công ty bảo mật Trend Micro, chỉ mất khoảng 55.000USD (tương đương 76.400 đô la Singapore) để lôi kéo người dùng mạng xã hội mất niềm tin và có cái nhìn tiêu cực về các bài báo hay thông tin trên mạng, và 200.000 USD để kích động các cuộc biểu tình và phản kháng trên đường phố. "Tất nhiên, đối với các công cụ và dịch vụ hiện nay, mạng xã hội được xem là nền tảng truyền bá tuyên truyền mạnh mẽ nhất. Mạng xã hội là một trong những yếu tố tiềm năng nhất trong lan truyền tin giả. Bởi lẽ ngày nay người dùng dành nhiều thời gian hơn cho mạng xã hội thay vì lướt các trang web để có được các thông tin mới nhất", đại diện nhóm báo cáo nói.
Đến tháng 8 năm 2017, Facebook đã ngừng sử dụng thuật ngữ "tin giả" và thay vào đó sử dụng "tin sai sự thật". Will Oremus của Slate đã chia sẻ rằng bởi vì những người ủng hộ Tổng thống Mỹ Donald Trump đã định nghĩa lại từ "tin giả" để chỉ các phương tiện truyền thông chính thống phản đối họ, "thật hợp lý khi Facebook và những người khác đã nhường lại thuật ngữ cho những kẻ troll cánh hữu người đã tuyên bố nó là của riêng họ."
Nghiên cứu từ Đại học Tây Bắc kết luận rằng 30% lưu lượng tin tức giả, trái ngược với chỉ 8% lưu lượng tin thực, có thể cho là bắt nguồn từ Facebook. Nghiên cứu kết luận người tiêu dùng tin tức giả không tồn tại trong bong bóng bộ lọc; nhiều người trong số họ cũng tiêu thụ tin thực từ các nguồn tin tức được thiết lập. Đối tượng đọc tin giả chỉ chiếm 10% đối tượng đọc tin thực và hầu hết người đọc tin giả đã dành một lượng thời gian tương đối giống nhau cho tin giả so với người đọc tin thực, ngoại trừ độc giả của Báo cáo Drudge, những người này đã dành thời gian đọc lâu hơn 11 lần so với những người dùng khác.

#### Troll trên Internet
Trong tiếng lóng trên Internet, troll là người gây bất hòa trên Internet bằng cách bắt đầu tranh luận hoặc làm phiền mọi người, bằng cách đăng các tin nhắn gây khó chịu, không liên quan hoặc lạc đề trong một cộng đồng trực tuyến (như nhóm tin tức, diễn đàn, phòng trò chuyện hoặc blog) với mục đích khiêu khích độc giả vào một phản ứng cảm xúc hoặc thảo luận ngoài chủ đề, thường là để giải trí. Internet troll dựa vào sự chú ý.
Ý tưởng về các trò troll trên internet đã trở nên phổ biến vào những năm 1990, mặc dù ý nghĩa của nó đã thay đổi vào năm 2011. Trong khi nó từng biểu thị sự khiêu khích, thì giờ đây là một thuật ngữ được sử dụng rộng rãi để biểu thị sự lạm dụng và sử dụng không đúng cách Internet. Trolling có nhiều hình thức khác nhau, và có thể được chia thành lạm dụng, giải trí, cổ điển, ẩn danh và kudos. Nó liên kết chặt chẽ với tin tức giả, vì các troll trên internet hiện nay phần lớn được hiểu là thủ phạm của thông tin sai lệch, thông tin thường có thể được các phóng viên và công chúng vô tình truyền lại.
Khi tương tác với nhau, các troll thường chia sẻ thông tin sai lệch góp phần tạo ra tin tức giả mạo lưu hành trên các trang web như Twitter và Facebook. Trong cuộc bầu cử ở Mỹ năm 2016, Nga đã chi tiền chi hơn 1.000 troll trên mạng để lưu hành tin tức giả và thông tin sai lệch về Hillary Clinton; họ cũng tạo ra các tài khoản truyền thông xã hội giống như các cử tri ở các bang quan trọng, truyền bá quan điểm chính trị có ảnh hưởng. Vào tháng 2 năm 2019, Glenn Greenwald đã viết rằng một công ty an ninh mạng mới Kiến thức "đã bị bắt chỉ sáu tuần trước khi tham gia vào một vụ lừa đảo lớn để tạo ra các tài khoản troll hư cấu trên Facebook và Twitter để tuyên bố rằng Kremlin đang hoạt động để đánh bại ứng cử viên Thượng viện Dân chủ Doug Jones ở Alabama".

### Chặn đứng sự lan truyền
Trong cuộc bầu cử tổng thống Hoa Kỳ năm 2016, việc tạo và lan truyền tin giả đã tăng đáng kể. Điều này dẫn đến một phản ứng rộng rãi để chống lại sự lan truyền của tin tức giả mạo. Khối lượng và e dè của các trang web tin tức giả khi phải đối diện với các tổ chức kiểm tra sự thật đã góp phần ngăn chặn sự lan truyền của tin tức giả. Trong nỗ lực giảm tác động của tin giả, các trang web kiểm tra sự thật, bao gồm Snopes.com và FactCheck.org, đã đăng các hướng dẫn để phát hiện và tránh các trang web tin tức giả. Các bài đọc về các sự kiện và tin tức truyền thông với sự nhấn mạnh vào nghĩa đen và tính logic của tin tức cũng đã xuất hiện. Các trang truyền thông xã hội và các công cụ tìm kiếm, như Facebook và Google, đã nhận được những lời chỉ trích vì tạo điều kiện cho việc lan truyền tin giả. Cả hai tập đoàn này đã thực hiện các biện pháp để ngăn chặn sự lan truyền của tin tức giả mạo; các nhà phê bình, tuy nhiên, tin rằng cần nhiều hành động hơn.
Sau cuộc bầu cử ở Mỹ năm 2016 và thời điểm sắp diễn ra cuộc bầu cử ở Đức, Facebook bắt đầu dán nhãn và cảnh báo về tin tức không chính xác và hợp tác với những cơ quan kiểm tra sự thật độc lập để dán nhãn tin tức không chính xác, cảnh báo độc giả trước khi chia sẻ nó. Sau khi một câu chuyện được gắn cờ là mang nhiều tranh cãi, nó sẽ được xem xét bởi cơ quan kiểm tra sự thật từ bên thứ ba. Sau đó, nếu có đầy đủ bằng chứng thể hiện nó là tin giả, bài đăng sẽ không thể được chuyển thành các quảng cáo hoặc được truyền bá tiếp tục. Trí tuệ nhân tạo là một trong những công nghệ gần đây đang được phát triển ở Hoa Kỳ và Châu u để nhận biết và loại bỏ tin tức giả thông qua các thuật toán. Trong năm 2017, Facebook đã nhắm vào 30.000 tài khoản liên quan đến việc truyền bá thông tin sai lệch có liên quan đến cuộc bầu cử tổng thống Pháp.
Vào tháng 3 năm 2018, Google đã ra mắt Google News Initiative (GNI) để chống lại sự lan truyền của tin tức giả mạo. Nó đã phát triển GNI với niềm tin mãnh liệt rằng báo chí chất lượng và xác định sự thật trên các nền tảng trực tuyến là rất quan trọng. GNI có ba mục tiêu: Nâng cao và tăng cường báo chí chất lượng, phát triển các mô hình kinh doanh nhằm thúc đẩy tăng trưởng bền vững và trao quyền cho các tổ chức tin tức thông qua đổi mới công nghệ. Để đạt được mục tiêu này, Google đã tạo ra Disinfo Lab, nó hoạt động nhằm ngăn cản sự lan truyền tin giả trong thời gian quan trọng như bầu cử hoặc có tin nóng. Công ty cũng đang làm việc để điều chỉnh các hệ thống của mình để hiển thị nội dung đáng tin cậy hơn trong thời gian tin tức mới. Để giúp người dùng đăng ký với các nhà xuất bản tin tức trên các phương tiện truyền thông dễ dàng hơn, Google đã tạo chương trình "Subscribe with Google". Ngoài ra, họ đã tạo một bảng điều khiển, News Consumer Insights cho phép các tổ chức tin tức hiểu rõ hơn về khán giả của họ bằng cách sử dụng dữ liệu và phân tích. Google sẽ chi 300 triệu đô la cho đến năm 2021 cho những nỗ lực này, cùng với những nỗ lực khác, để chống lại tin tức giả mạo.
Nhận thấy được việc tin giả ảnh hưởng xấu đến cộng đồng, làm cho thế giới ít thông tin đúng, thậm chí làm xói mòn niềm tin. Là một trong những công ty công nghệ lớn nhất trên thế giới, Facebook đã và đang nỗ lực để chống lại sự lan truyền của tin tức giả trong ba lĩnh vực chính:
- Phá vỡ các khuyến khích kinh tế bởi vì hầu hết các tin tức sai lệch đều có động cơ tài chính;
- Xây dựng các sản phẩm mới để hạn chế sự lan truyền của tin tức giả;
- Giúp mọi người đưa ra quyết định sáng suốt hơn khi gặp phải tin tức sai lệch.

Trong bối cảnh dịch covid-19, Facebook đã kiểm soát các thông tin sai lệch về covid-19 trên mạng trực tuyến và cấm quảng cáo quảng cáo bán mặt nạ y tế. Google hiển thị kết quả tìm kiếm của mọi người về đại dịch với các cảnh báo của chính phủ và kèm theo xóa các video YouTube đang kêu gọi mọi người không nên điều trị khi mắc bệnh. Twitter nhấn mạnh các báo cáo chính thức về những việc cần làm khi hiển thị các triệu chứng và hạ thấp các lý thuyết âm mưu điên rồ.
Trong những ngày gần đây, các nền tảng truyền thông xã hội lớn nhất thế giới đã nỗ lực để chống lại làn sóng báo cáo sai lệch, các nỗ lực hack và những lời nói dối đang lan truyền nhanh chóng về COVID-19.
Big Tech và các cơ quan chính phủ đã tạo ra các lực lượng đặc nhiệm để chống lại các chiến dịch thông tin sai lệch. Nhưng họ tương đối bất lực trong việc kiểm soát gốc rễ vấn đề, thông tin sai lệch do người dùng tạo ra đã trở thành mánh khóe cho việc tin giả lan truyền trên phương tiện truyền thông xã hội nhanh như việc vi rút đang lan rộng từ nước này sang nước khác.
Việc chặn đứng tin giả phải là một nỗ lực chung. Các công ty truyền thông xã hội có thông tin về hành vi người dùng mà chính phủ không có; các nhà nghiên cứu của bên thứ ba có thông tin về cách thông tin lan truyền trên hệ sinh thái mà không ai có. Tất cả chúng ta đều có một vài mảnh ghép, vì vậy phải hợp tác và chia sẻ thông tin và cảnh báo cho nhau về bằng chứng của các chiến dịch thao túng, đặc biệt là khi có sự can thiệp của bầu cử.

## Cách nhận biết

### Trực tuyến
Tin giả có nhiều phiên bản, nhân vật chính và các động cơ khác nhau. Tin giả không bị giới hạn ở một lĩnh vực, phạm vi mà có thể bao gồm:
Nội dung giật gân mang tính thương mại: Những tin giả kiểu này thường không có cơ sở thực tế. Mục tiêu chính của những người "sáng tác" là thu hút lượng truy cập tới website để tăng thu nhập từ quảng cáo.
Thông tin pha thật, trộn giả gây nhiễu: Mục tiêu không phải là thu nhập, kiếm tiền từ quảng cáo mà là tạo sự ảnh hưởng. Tin giả kiểu này có thể được tạo ra với nội dung mang tính phản ánh, dẫn lại ý kiến từ chuyên gia cho công chúng, nhưng lại nhằm chia rẽ hoặc làm ảnh hưởng đến một ứng cử viên khi đang chạy đua giành một chức vụ nào đó. Nội dung có thể được tạo ra từ các câu chuyện thật nhưng được xào xáo, cắt ghép để chúng có nét nghĩa khác hoặc những nội dung có khả năng kích động quần chúng.
Các trang tin có tên miền hơi quen thuộc: Thông tin đưa ra dưới các trang tin có tên miền như cnn.co thoạt nhìn khiến người đọc tưởng đó là nguồn tin cậy. Nhưng thực ra, đó chỉ là các tin được chỉnh sửa theo chiều hướng có lợi cho một cá nhân, đảng phái nào đó và luôn công khai ủng hộ quan điểm chính trị nhất định.
Tin tức trên mạng xã hội: Twitter, Facebook là môi trường dễ dàng cho các tin giả được phát tán với cấp số nhân. Nó đặc biệt nghiêm trọng khi kẻ phát tán nắm được các dữ liệu về người dùng để chọn thời điểm xuất hiện, chủ đề ăn khách với các lứa tuổi và xuất hiện tại các góc màn hình, chuyên mục mà mỗi người dùng có thói quen đọc. Bởi vậy, ngay cả khi có tin đính chính, thì cũng đã quá muộn bởi tin giả đã đi vòng quanh thế giới.
Sơ đồ tóm tắt
Liên đoàn các hiệp hội và tổ chức thư viện quốc tế (IFLA) đã xuất bản một bản tóm tắt dưới dạng sơ đồ (hình bên phải) để hỗ trợ mọi người nhận ra tin tức giả mạo.
1. Xem xét nguồn gốc của thông tin
2. Đọc qua tiêu đề
3. Kiểm tra tác giả của thông tin
4. Đánh giá các nguồn thông tin được cung cấp trong tin tức
5. Kiểm tra ngày xuất bản
6. Xác nhận xem đó có phải trò đùa (châm biếm hoặc giễu nhại)
7. Xem xét lại những thành kiến của bạn về tin tức
8. Hỏi lại các chuyên gia.

Tin tức giả mạo ngày càng trở nên phổ biến trong vài năm qua, với hơn 100 bài báo và tin đồn không chính xác được lan truyền không ngừng chỉ liên quan đến Bầu cử tổng thống Hoa Kỳ 2016. Những bài báo giả mạo này có xu hướng đến từ các trang web tin tức châm biếm hoặc các trang web cá nhân với mục đích khuyến khích tuyên truyền thông tin sai lệch, dưới dạng clickbait hoặc để phục vụ mục đích khác. Vì họ thường hy vọng cố tình quảng bá thông tin không chính xác, những bài viết như vậy khá khó phát hiện. Khi xác định một nguồn thông tin, người ta phải xem xét nhiều thuộc tính, bao gồm nhưng không giới hạn ở nội dung của email và các cam kết truyền thông xã hội cụ thể, ngôn ngữ thường gây viêm trong tin tức giả hơn các bài báo thực, một phần vì mục đích là để gây nhầm lẫn và tạo các mồi nhử nhấp chuột. Hơn nữa, các kỹ thuật mô hình hóa như mã hóa n-gram và bag of words đã đóng vai trò là các kỹ thuật ngôn ngữ khác để xác định tính hợp pháp của một nguồn tin tức. Trên hết, các nhà nghiên cứu đã xác định rằng các tín hiệu dựa trên hình ảnh cũng đóng vai trò trong việc phân loại một bài báo, cụ thể một số tính năng có thể được thiết kế để đánh giá xem một bức ảnh có hợp pháp không và cung cấp sự rõ ràng hơn về tin tức. Ngoài ra còn có nhiều tính năng bối cảnh xã hội có thể đóng một vai trò, cũng như mô hình truyền bá tin tức. Các trang web như là Snopes, cố gắng phát hiện thông tin một cách thủ công, trong khi các trường đại học nhất định đang cố gắng xây dựng các mô hình toán học để tự làm điều này.
Khi sử dụng hòm thư điện tử, không mở các thư điện tử không rõ nguồn gốc; không tải, mở các tập tin, đường dẫn lạ khi không chắc chắn về nguồn gốc, địa chỉ hòm thư người gửi. Cần chú ý kiểm tra tên địa chỉ hòm thư thật kỹ, tội phạm mạng thường sử dụng các ký tự gần giống nhau để đánh lừa người nhận, Chẳng hạn "boyte" thành "boyle", "microsoft" thành"mlcrosoft".

### Ngoại tuyến
1. Báo chí
Thực tế cho thấy, cùng với sự vào cuộc của toàn bộ hệ thống chính trị và việc cảnh báo người dân trong lựa chọn thông tin khi mà mỗi ngày họ đang tiếp cận rất nhiều nguồn cung cấp thông tin dễ dẫn đến nhiễu loạn, mất phương hướng, thì vai trò của báo chí đang được gửi gắm nhiều kỳ vọng. Vì trong "cuộc đua" về thông tin, hơn ai hết báo chí đang nắm giữ nhiều lợi thế. Đưa tin đúng là chưa đủ mà các nhà báo cần có nghĩa vụ vạch trần và dập tắt tin giả cũng như thông tin bị bóp méo; tăng thêm lượng thông tin sạch cho người dân, hạn chế cơ hội cho những đối tượng lợi dụng sự kém hiểu biết,sự tò mò của người dân... để kích động, trục lợi. Do đó, để phát huy vai trò của báo chí trong cuộc chiến chống tin giả, chắc chắn không có gì hơn là tăng cường sự lành mạnh của báo chí, cung cấp thông tin nhanh nhạy song trung thực, chính xác.
2. Quảng cáo TV
Các chuyên gia phân tích thị trường quảng cáo vẫn cho rằng không thể đánh giá thấp vai trò của quảng cáo truyền thống trên tivi bởi quảng cáo trên mạng cũng có một điểm yếu so với truyền hình đó là dễ bị ảnh hưởng bởi thông tin giả, thông tin sai lệch. Vì vậy, War room đã ra đời với sứ mệnh ngăn chặn tin giả mạo. War room là nơi các trưởng phòng và trưởng các bộ phận của Facebook cùng ngồi lại với nhau để tìm ra giải pháp chống lại tin giả trong chiến dịch bao gồm 3 trụ cột chính. Đó là triệt hạ tài khoản giả mạo; minh bạch quảng cáo; xử lý phát tán tin giả mạo và sai sự thật.

## Trong kinh doanh và marketing

### Thực trạng
Trong những năm gần đây, tình trạng đăng tài và chia sẻ tin giả, tin sai sự thật với đối tượng bị nhắm tới là cá nhân, tổ chức ở Việt Nam đang bùng phát với chiều hướng ngày càng tăng về số lượng và đã trở thành vấn nạn chưa thể giải quyết. Không chỉ người dùng cá nhân, quan chức nhà nước mà ngay cả các doanh nghiệp cũng bị đối thủ chơi xấu bằng những chiêu trò "bẩn thỉu". Hầu hết tin tức thuộc loại này đều góp phần làm kiệt quệ, tê liệt hoạt động của doanh nghiệp, gây thiệt hại về kinh tế, uy tín cá nhân.
Đầu tháng 12/2019, không ít KOLs trên mạng xã hội làm tin ngụy tạo, bịa đặt về Vinamilk nhập khẩu nguyên liệu sữa Trung Quốc. Người ta đã dẫn dắt cách hiểu sai lạc cho nhiều người tiêu dùng rất ác ý, vô tình tiếp tay cho đối thủ cạnh tranh với nhau ra đòn kiểu triệt hạ thương hiệu quốc gia có sản phẩm phân phối rộng rãi trên 40 nước. Tài sản trên thị trường chứng khoán của Vinamilk bay hơi nhiều nghìn tỷ đồng trong vài ngày xảy ra tin đồn. Người thiệt hại nhiều nhất trong trường hợp này là các nhà đầu tư, thị trường chứng khoán và nền kinh tế Việt Nam.
Việc sử dụng tin giả trong quảng cáo thường rơi vào các trường hợp như: Lợi dụng niềm tin sai lệch; phóng đại công dụng,.... Trường hợp máy lọc nước Unilever Pureit Vietnam quảng cáo khi nhấn mạnh thông điệp: Nguồn nước đun sôi mà hầu hết người Việt đang sử dụng hàng ngày không an toàn. Và đưa ra thông tin theo Tổ chức Y tế Thế giới, 200.000 người Việt Nam mắc bệnh ung thư mỗi năm do vệ sinh thực phẩm và nước uống. Hãy bảo vệ gia đình với nguồn nước uống an toàn. Điều này khiến người tiêu dùng vốn xem nguồn nước đun sôi trong sinh hoạt hàng ngày là an toàn nay bị hoang mang, lo lắng vì nguy cơ sức khỏe.
Vào tháng 10/2016 Hội Tiêu chuẩn và Bảo vệ người tiêu dùng Việt Nam (VINASTAS) đã tiến hành việc công bố thông tin không đầy đủ, không chính xác đã dẫn tới hoang mang cho người tiêu dùng và gây ảnh hưởng lớn đến uy tín của ngành nước mắm khi cho rằng phần lớn các mẫu nước mắm do hội đem kiểm nghiệm đều có chứa chất asen vượt ngưỡng. Từ kết quả khảo sát của VINASTAS, nhiều cơ quan báo chí đã đồng loạt đăng tải thông tin sai sự thật, được cộng đồng mạng xã hội chia sẻ bài viết; trên mạng xã hội loan truyền thông tin lo ngại về sức khỏe cộng đồng khi dùng nước mắm truyền thống. Danh sách 67 loại nước mắm vượt ngưỡng asen được chia sẻ rầm rộ trên mạng xã hội bởi các nghệ sĩ, diễn viên, người dùng.
Từ ngày 12 đến 23-10, truyền thông xã hội có trên 44.000 bài viết, 95.000 lượt chia sẻ, 108.000 thảo luận, trên 63.000 bình luận. "Đỉnh điểm là ngày 18-10, sau khi VINASTAS công bố kết quả chương trình khảo sát chất lượng 150 mẫu nước mắm đóng chai của 88 nhãn hiệu, trên mạng xã hội có trên 42.275 thảo luận". 50 cơ quan báo chí đã cho đăng gần 560 tin, bài (170 tin, bài công bố kết quả khảo sát có nội dung sai sự thật từ Báo Thanh Niên và VINASTAS; 390 tin, bài thông tin kết quả công bố từ Bộ Y tế và các cơ quan chức năng).

### Cách xử lý của doanh nghiệp và chính quyền
Quy tắc quan trọng trong xử lý tin giả là phải phản ứng nhanh, có kế hoạch rõ ràng để nội bộ doanh nghiệp không bị "giẫm chân lên nhau", tránh mâu thuẫn thông tin giữa nhân viên và các cấp quản lý, không đẩy câu chuyện khủng hoảng đi xa hơn. Phải tuyệt đối trung thực, không để xảy ra bất kỳ một sự mâu thuẫn nhỏ nào. Đồng thời, doanh nghiệp nên có những người hiểu biết về báo chí để tư vấn kịp thời cách xử lý vấn đề tin giả, khi nào nên im lặng, khi nào nên đưa ra thông điệp phản hồi, nên đưa ra thông điệp gì, trên kênh truyền thông nào.
Tin giả ngày càng đe dọa doanh nghiệp, các tổ chức là sự thật, bởi nó góp phần định hình suy nghĩ và quyết định của nhiều người. Để ngăn chặn tin giả, tháng 6/2018, Luật An ninh mạng được Quốc hội thông qua và có hiệu lực từ 1/1/2019. Trong luật quy định: Cấm đưa thông tin sai sự thật, gây hoang mang trong nhân dân, gây thiệt hại cho hoạt động kinh tế, xã hội...Tháng 3/2019, Chính phủ chỉ đạo Bộ TT&TT nghiên cứu, có biện pháp xử lý tin giả trên mạng, báo cáo Thủ tướng trước tháng 8/2019.

## Lan truyền bởi các cá nhân
Một tin tức giật gân về một vấn đề nóng nào đó sẽ thu hút được sự quan tâm, bàn luận đặc biệt và chia sẻ nhanh chóng của công chúng. Thêm vào đó, với thói quen tiếp nhận và chia sẻ thông tin của người dùng hiện nay thường không cẩn trọng phán xét đúng đắn trước những tiêu đề, nội dung câu chuyện được chia sẻ trên trực tuyến, không kiểm chứng thông tin trước khi bình luận hay chia sẻ. Thậm chí, có người dùng chỉ đọc tiêu đề một tin tức nào đó được chia sẻ mà không cần xem nội dung cụ thể tin tức đó nói gì. Hành động này cũng phần nào phản ánh tâm lý người dùng muốn thông báo, chia sẻ những thông tin mới nhất, nóng nhất trên trang cá nhân của mình cho bạn bè, người thân. Đây cũng chính là một nhân tố làm góp phần gia tăng tốc độ phát tán tin tức giả trên trực tuyến.
Chẳng hạn như tin giả "Cấm công chức mua xăng ở cây xăng Nhật" xuất hiện đúng lúc dư luận đang bàn luận ủng hộ về cách thức kinh doanh của cây xăng này thì tin giả này lại xuất hiện, gây bất bình, tranh cãi trong dư luận và được chia sẻ trên mạng xã hội Facebook với tốc độ chóng mặt.
Theo thông tin từ Bộ Công an, lợi dụng tình hình dịch bệnh COVID-19, các thế lực thù địch, phản động trong và ngoài nước đã phát tán trên không gian mạng nhiều thông tin sai sự thật, xuyên tạc tình hình dịch bệnh và công tác chỉ đạo, điều hành của Chính phủ, Bộ Y tế và các bộ, ngành, địa phương trong nỗ lực phòng chống dịch bệnh. Bên cạnh đó, nhiều người lợi dụng tình hình dịch bệnh tung tin thất thiệt hoặc đưa những thông tin thiếu tính xác thực, chưa được kiểm chứng, phỏng đoán theo quan điểm, nhận thức cá nhân nhằm câu view, câu like, gây hoang mang trong dư luận xã hội.

## Ảnh hưởng
Khi tung tin giả và nhận được sự "hưởng ứng" của cộng đồng, dư luận, ... đồng nghĩa với việc đối tượng tung tin giả đã dẫn dắt dư luận theo hướng sai lệch, làm người ta tin vào những điều mình xuyên tạc, dàn dựng, bóp méo... và suy luận theo cách mình muốn; từ đó gây ra những hậu quả nghiêm trọng. Từ việc làm giảm, mất uy tín, danh dự; ảnh hưởng tới cuộc sống, gia đình, người thân của một cá nhân; đến việc ảnh hưởng tới hoạt động sản xuất, kinh doanh của toàn xã hội. Thậm chí ảnh hướng tới lòng tin của người dân với luật pháp, chính sách, sự lãnh đạo của Đảng, Nhà nước, ...

### Cá nhân
Tin giả và các loại thông tin sai lệch khác có thể xuất hiện dưới nhiều dạng. Chúng cũng có thể có tác động lớn, bởi vì thông tin định hình thế giới quan và cách suy nghĩ của cá nhân, hơn nữa, việc ra quyết định cũng được dựa vào thông tin. Vì vậy, nếu thông tin được thấy trên Web được tạo ra, phóng đại hoặc bị bóp méo, điều này có thể ảnh hưởng đến việc ra một quyết định đúng đắn.
Tin giả có thể ảnh hưởng xấu đến các yếu tố tài chính, sức khỏe, nỗi sợ. Thậm chí tin giả cũng có thể tạo ra các định kiến về chủng tộc, hoặc dẫn đến hành vi bạo lực trên các kênh trực tuyến. Trong một số trường hợp, nó còn có thể ảnh hưởng đến quyết định về dân như việc bỏ phiếu cho các cuộc bầu cử . Cuối cùng, điều tồi tệ là các quan điểm của độc giả có thể bị ảnh hưởng bởi tin giả, họ sẽ trở nên đa nghi hơn, và điều này làm mất niềm tin của họ vào truyền thông.

### Cơ quan, tập thể, tổ chức, doanh nghiệp
Tin giả có thể tác động đến nghề PR. Mục tiêu của chức năng quan hệ truyền thông của quan hệ công chúng là chia sẻ những câu chuyện với các phóng viên để khiến họ cho ra thông tin chính xác để gây ảnh hưởng đến việc người khác hành động và quan tâm của họ. Công việc này đòi hỏi việc thực hiện diễn ra một cách chính trực, chỉ báo cáo sự thật và điều hành các tài liệu báo chí thông qua các bộ phận pháp lý để đảm bảo không nói quá hoặc xuyên tạc bất kỳ khiếu nại hoặc thông tin nào. Vì vậy, sẽ không công bằng khi những người khác có thể công bố thông tin hoàn toàn sai lệch.
Tesla là từng là nạn nhân của một sự cố tin tức giả mạo đã tác động tiêu cực đến giá cổ phiếu của họ nhưng chỉ trong một thời gian ngắn. Cổ phiếu Tesla, đã cho thấy sự gia tăng trong những ngày trước sự kiện này, nhưng trong trường hợp này, là ngày 8 tháng 1. Vào ngày này, giá cổ phiếu mở ra xung quanh $ 341,96 mỗi cổ phiếu, nhưng sau đó chạm mức thấp $ 321,01 vào giữa ngày giao dịch trước khi đóng cửa tại giá $ 335,35. Một video đã lan truyền trên Twitter với nội dung chứa tin giả đã dẫn tới một sự sụt giảm đáng kể trước khi giá điều chỉnh và quay trở lại trước đó xu hướng ngày càng tăng. Một phần lớn trong số này rất có thể là do khả năng của Tesla, nhanh chóng và rõ ràng là từ chối video và chứng minh rằng nó đã bị làm giả.
Năm 2007, Ở Việt Nam, tại tỉnh Tiền giang, người dân trồng bưởi ở Tiền Giang đã phải trải qua những ngày lao đao, khốn đốn vì tin thất thiệt ăn bưởi gây ung thư. Ngay sau khi nhiều tờ báo, trang mạng đưa tin ăn bưởi làm tăng nguy cơ ung thư vú; người tiêu dùng đã đồng loạt tẩy chay loại trái cây vốn được ưa chuộng này. Bưởi chín đầy vườn, chất đầy kho không có ai mua, có bán được cũng bị ép xuống giá sát đáy, sản xuất đình trệ, cuộc sống của người nông dân khốn đốn. Theo thống kê của tỉnh Tiền Giang, chỉ trong vòng hơn một tháng sau khi tin thất thiệt này được tung ra, người nông dân trồng bưởi đã "kịp" thiệt hại hơn 100 tỷ đồng. Riêng vùng chuyên canh hơn 1.000 ha bưởi lông Cổ Cò của huyện Cái Bè đã mất hơn 50 tỷ đồng, do giá bưởi đặc sản này có lúc xuống còn 1.000 đồng/kg, trong khi bình thường từ 8.000-10.000 đồng/kg. Tuy nhiên, sau đó bốn cơ quan báo chí, trang mạng đưa tin ở thời điểm đó (trong đó có cả cơ quan báo chí nổi tiếng và có uy tín trong làng báo) đã bị Thanh tra Bộ Thông tin và Truyền thông xử phạt tổng cộng 54 triệu đồng. Thông tin được đính chính. Nhưng trở lại, thì số tiền phạt này thấm vào đâu so với thiệt hại mà họ gây ra cho người nông dân trồng bưởi, và những tháng ngày "ác mộng" của các thủ phủ bưởi miền Nam cũng không gì có thể bù đắp được!

## Ví dụ thực tế về tin giả
- Chuột đột biến khổng lồ tấn công và ăn thịt người khi nhiễm chất phóng xạ của thảm họa Chernobyl trong những năm 90 của thế kỷ trước. Một nhóm các nhà khoa học tới Chernobyl đã bị những con chuột khổng lồ tấn công và chỉ có một ít người sống sót. Cuối cùng, quân đội đã được điều động để xóa sổ lũ chuột khổng lồ này.[91]
- Người có công năng đặc dị (tiếng Trung: 功能特異/ Gōngnéng tèyì) thuộc nhánh Parapsychology:
- Ông Trương Bảo Thắng ở Trung Quốc có thể đi xuyên tường và khôi phục vật thể.
- Cô bé 11 tuổi tại khu tập thể A75 (đường Bạch Đằng, phường 2, quận Tân Bình, TP.HCM) có khả năng làm đồ vật bốc cháy. Sáng 12/5, tủ quần áo của gia đình bé bỗng dưng bốc cháy khiến cả nhà phải gọi lực lượng cứu hỏa đến dập lửa. Khi đó nhà nghiên cứu Nguyễn Phúc Giác Hải thuộc trung tâm nghiên cứu tiềm năng con người cho biết, ông vừa nhận được đơn của gia đình cháu bé (ở quận Tân Bình, TP.HCM) khẳng định, hiện tượng cơ thể người có thể phát ra nguồn lực làm cháy đồ vật như cô bé Th là hiện tượng khoa học có thật. Theo ông Hải, thế giới có nhiều cách giải thích khác nhau về hiện tượng này. Theo quan niệm phương Tây, đây là hiện tượng poltergeist (tạm dịch là "ma quấy"). Nhưng ma ở đây không có nghĩa là "con ma", mà muốn nói về một hiện tượng kỳ quái. Quan niệm phương Đông gọi đây là "luồng hỏa xà", bên Phật giáo gọi là "lửa tam muội" (tam không có nghĩa là 3). Các nhà khoa học tại Trung tâm nghiên cứu tiềm năng con người đã nghiên cứu về các hiện tượng này và kết luận, đây là hậu quả của việc cơ thể người có những thay đổi về hormon nội tiết (diễn ra mạnh ở tuổi dậy thì) gây rối loạn sự điều khiển của các trung tâm lực (gọi là Chakras). Điều này khiến nội năng của cơ thể quá mạnh, tích tụ dần tạo thành nhiệt, nếu phát ra được thì hạ hỏa. Một số người sử dụng các phương pháp như đeo thạch anh trên người để chặn lại luồng hỏa.[92]